# Leoncio de Fréjus
Leoncio de Frejús († alrededor de 432), fue obispo de Fréjus. Es venerado como santo, y celebrado el 1 de diciembre.
Viniendo de una familia noble galo-romana, Leoncio vendría de Nimes y tendría por hermano Castor, obispo de Apt. Leoncio se incorporó al clero de Fréjus y pronto fue elegido obispo. Su amigo Honorato de Arlés decide montar su nuevo monasterio en Lérins para estar cerca de él, la abadía de Lérins. El Obispo ordena a los sacerdotes que le designe el que será Santo Honorable, pero tiene cuidado de no interferir en la vida de la comunidad.
Leoncio también está cerca de Jean Cassien, fundador de la abadía de San Víctor de Marsella, que le dedica la primera parte de sus Conferencias, obra que tendrá una gran notoriedad entre los monjes de la Edad Media.
En 431, Leoncio fue sospechado por el Papa Celestino I, de semipelagianismo, una doctrina defendida por Jean Cassien y los monjes de Lérins.
El semipelagianismo, que restringe el lugar de la gracia y valora la libertad humana, será condenado por el Concilio de Orange en 529.
Es honrado en nombre de la comuna de Saint-Lions en los Alpes-de-Haute-Provence.